# Gigabyte (företag)
Gigabyte är ett multinationellt Taiwan-baserat företag som tillverkar hårdvara till datorer. Det grundades 30 april 1986 och är mest känt för sina moderkort. Företagets aktier har handlats med på den taiwanesiska börsen sedan 24 september 1998, och det hade 2 400 anställda den 30 juni 2007. År 2006 hade företaget en nettoinkomst på 5 990 amerikanska dollar.
Företaget har fått 19 utmärkelser, bland andra "Taiwan Excellence Award" och "Good Design Award".